# Mangrovennachtboomslang
De mangrovennachtboomslang (Boiga dendrophila) is een slang uit de familie toornslangachtigen (Colubridae). De soort werd voor het eerst wetenschappelijk beschreven door Heinrich Boie in 1827. Oorspronkelijk werd de wetenschappelijke naam Dipsas dendrophila gebruikt. Een andere benaming is mangrovennachtslang.

## Kenmerken
Deze slang wordt maximaal 2,5 meter lang en is niet moeilijk te herkennen aan het glanzend zwarte lichaam met een dunne en heldere gele bandering (21 tot 80 gele dwarsbanden); ook de buik en keel zijn geel en soms een groot deel van de kop. Het lichaam is iets zijdelings samengedrukt en midden over de rug loopt een kiel.

## Leefwijze
De slang is giftig maar een beet veroorzaakt bij de mens meestal niet meer dan een zwelling. Dat is maar goed ook, want deze soort is erg agressief tegen mensen en bijt zonder waarschuwing. De mangrovennachtboomslang is razendsnel en jaagt tussen struiken en bomen op muizen en ratten, maar ook vogels en hagedissen worden gegeten. Vanwege de gewoonte weleens andere slangen te eten, wordt de slang door de lokale bevolking als nuttig gezien en met rust gelaten. Overdag rust het dier in een takvork van een boom of opgerold tussen het loof.

## Voortplanting
Het legsel bestaat uit 4 tot 15 eieren, die afgezet worden in bladstrooisel, vermolmde boomstronken of holle bomen.

## Verspreiding en habitat
De mangrovennachtboomslang komt voor in de Filipijnen, Indonesië, India, Maleisië, Oost-Timor, Thailand en Vietnam. De habitat bestaat uit mangrove-achtige gebieden waar het waterpeil schommelt, deze slang kan ook in brak water leven. Het is een nachtdier dat tegen de schemering actief wordt en gaat jagen en zich overdag verschuilt in holle bomen en boomkruinen. De mangrovennachtboomslang leeft in hoge bomen en komt zelden op de grond.

## Ondersoorten
Er zijn negen verschillende ondersoorten, die verschillen in het uiterlijk en het verspreidingsgebied.
- Ondersoort Boiga dendrophila annectens
- Ondersoort Boiga dendrophila dendrophila
- Ondersoort Boiga dendrophila divergens
- Ondersoort Boiga dendrophila gemmicincta
- Ondersoort Boiga dendrophila latifasciata
- Ondersoort Boiga dendrophila levitoni
- Ondersoort Boiga dendrophila melanota
- Ondersoort Boiga dendrophila multicincta
- Ondersoort Boiga dendrophila occidentalis